# Leptopsammia chevalieri
Espèce
Statut CITES
Leptopsammia chevalieri est une espèce de coraux appartenant à la famille des Dendrophylliidae.